# Pastelão (futebolista)
João José Batista Grossi, conhecido popularmente como Pastelão (Caxias do Sul, 6 de outubro de 1928 — Caxias do Sul, 26 de janeiro de 2007), foi um comerciante, radialista e futebolista brasileiro.

## Biografia
Filho de Alberto Grossi e Isolina Muratore, de tradicionais famílias caxienses, desde menino ajudou os pais no hotel que mantinham e ao mesmo tempo se dedicou ao futebol, atuando em diversos clubes. Em 1945 jogava no time do Ginásio N. S. do Carmo, nos aspirantes do Esporte Clube Juventude, e no Huracan F. C. Em 1946 jogou no Flamengo, em 1948 estava de volta no Juventude, e no ano seguinte ingressou no time dos titulares.
Porém, em 1950 sofreu uma lesão que deixou sequelas e o tirou para sempre dos campos, passando a desempenhar funções na Direção do Juventude, onde construiria sua reputação principalmente como técnico. Comandou os juvenis a partir de 1953 e venceu seis campeonatos citadinos da categoria, foi diretor do Departamento de Amadores de 1955 a 1957, assistente do técnico do time principal em 1957 e 1958, e em 1959 técnico do time principal, mas em 1960 afastou-se do futebol por motivos pessoais, casando neste período, e retornando em 1963 como técnico e co-diretor do Departamento de Futebol. Foi técnico até 1967, quando era também conselheiro, e depois iniciou um período em que trabalharia alternadamente no Juventude e no Flamengo. No Juventude ainda foi técnico em 1971, vice-presidente em 1972, diretor de Futebol e conselheiro em 1980, em 1981 assessor da Presidência, vice-presidente, auxiliar técnico e diretor de Futebol, em 1982 diretor de Futebol, e conselheiro em 1983. Depois atuou como comentarista esportivo da Rádio Difusora Caxiense.
Em 1963, 1964 e 1965 foi eleito pela imprensa como o melhor técnico do estado, ainda em 1964 foi um dos Destaques do Ano da Rádio Difusora, em 1965 foi um dos responsáveis pela conquista do vice-campeonato estadual, sendo elogiado como "um dos mais competentes técnicos do nosso futebol", e campeão do Interior em 1964, 1965, 1966 e 1970, sempre pelo Juventude.
Sua dedicação ao Juventude não impediu que em alguns anos atuasse no seu maior rival, o Flamengo (depois SER Caxias), durante 1968 e 1969, ano em que foi campeão do Interior, Destaque do Ano da Rádio Difusora, e eleito pela imprensa gaúcha por unanimidade como o melhor técnico do estado, voltando a este clube em 1972 e 1973. Também trabalhou no Caxias em 1978 como assessor de Futebol e auxiliar técnico, sendo-lhe atribuída grande parte da responsabilidade pela campanha muito bem sucedida do clube, participando do Campeonato Gaúcho e do Campeonato Brasileiro da Série A e não perdendo nenhuma partida em casa. De acordo com o cronista esportivo João Garavaglia, "mesmo sendo um juventudista histórico e apaixonado, [...] Pastelão conseguiu a rara e quase inédita façanha no futebol caxiense de ter sido ídolo das torcidas do Juventude e do Flamengo/SER Caxias".
Ainda em vida foi considerado um dos personagens mais populares do futebol caxiense e do Juventude em particular, sendo chamado de "lendário", "figura marcante", "mito", "famoso", "figura histórica", "popular e conhecidíssimo", "alma do futebol caxiense", "figura folclórica do futebol gaúcho", e ganhando reconhecimento além das fronteiras do estado. Em pesquisa de opinião desenvolvida em 1999 junto a 100 líderes comunitários de diferentes áreas por acadêmicos do Curso de Jornalismo da Universidade de Caxias do Sul, foi eleito uma das 30 Personalidades de Caxias do Sul do Século XX, em 2001 foi homenageado pela Prefeitura com o prêmio Valores da Terra na categoria Esportes, em reconhecimento de suas atividades comunitárias, e em 2005, comparecendo ao Estádio Alfredo Jaconi para um jogo de veteranos, seu nome foi chamado pelos alto-falantes e recebeu uma ovação dos torcedores, "uma prova", segundo Garavaglia, "do prestígio e da grande popularidade que ele desfruta no clube até hoje".
Foi um continuador do Hotel Bela Vista fundado pelos seus pais, e no mesmo prédio fundou em 1950 o Bar Pastelão, que funcionou sucessivamente em três outros endereços até 1994, um dos mais tradicionais e frequentados da cidade, conhecido como um ponto de encontro de políticos, futebolistas e personalidades da sociedade local. Realizou muitas atividades beneficentes, especialmente em favor do Convento das Carmelitas, e também se envolveu na política. Foi candidato a vereador, mas não se elegeu, foi um colaborador do prefeito Mário Ramos e cabo eleitoral de diversos políticos.
Em 14 de dezembro de 2006 a Câmara Municipal lhe concedeu o título de Cidadão Emérito, "em reconhecimento aos relevantes serviços prestados à sociedade", mas o homenageado não chegou a recebê-lo oficialmente, sendo colhido pela morte em janeiro do ano seguinte. A solenidade de entrega do diploma foi realizada em 31 de maio de 2007, sendo representado pela esposa Carmem Sabadini e os filhos. Na mesma ocasião o jornalista José Domingos Susin lançou sua biografia no livro Nome Próprio: Pastelão, publicado pela Editora da Universidade de Caxias do Sul. Em dezembro do mesmo ano a Câmara batizou a Praça Municipal do Pastelão — João José Batista Grossi.
Seu desaparecimento foi muito sentido na cidade, recebendo várias homenagens. No obituário de página inteira que a Gazeta de Caxias publicou, foi dito ter sido "sem dúvida, o mais famoso e duradouro treinador que passou pelo futebol da cidade. [...] O esporte caxiense perdeu uma de suas mais famosas figuras. [...] Com sua morte o futebol ficou mais pobre e uma época romântica, inesquecível e folclórica ficou mais distante. Morreu o treinador, mas ficou a lenda". Outro obituário foi publicado por José Susin no jornal Tempo Todo, dizendo:
"Ele não foi apenas um consagrado treinador de futebol. Muito mais do que isso, foi um cidadão que honrou e soube dignificar a cidade. João José Batista Grossi, neto de italianos, transformou-se num verdadeiro ícone de Caxias do Sul, tanto que o apelido de Pastelão, criado pelo amigo Mário Ramos, acabou se transformando num emblema do futebol praticado com paixão, característica que incutiu na alma de seus comandados. O bar que criou em 1950, não só pelo nome fantasia, Bar Pastelão, mas pelo seu ambiente onde se reunia a sociedade caxiense, foi outro elemento que lançou esta figura ímpar ao reconhecimento de todos".